# Kuchnia birmańska

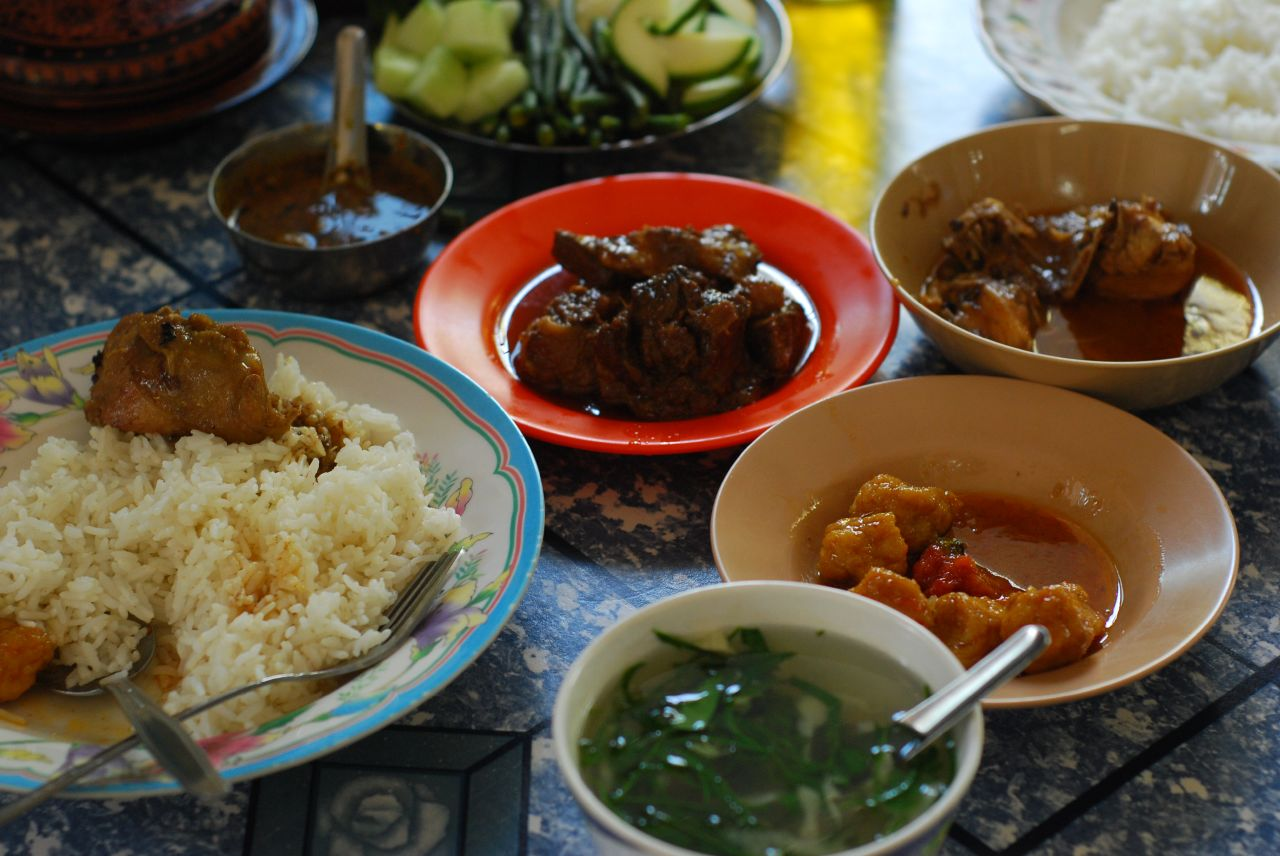
Birmański posiłek

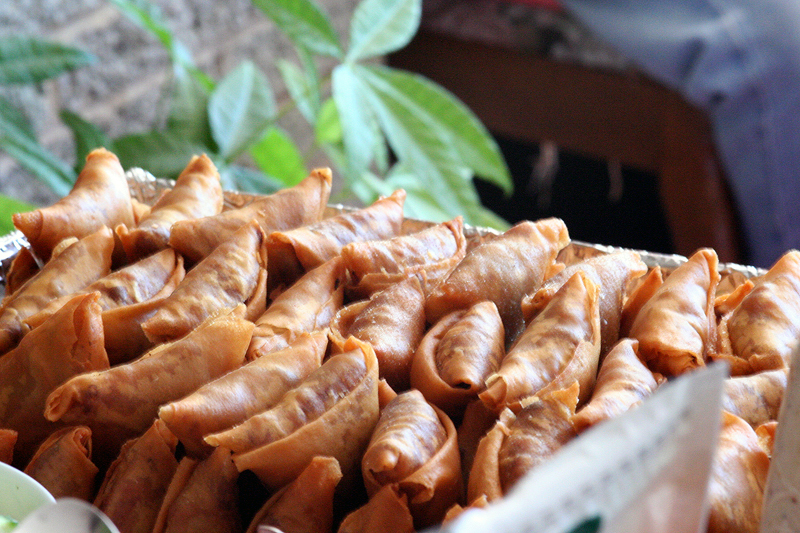
Birmańska odmiana samosy

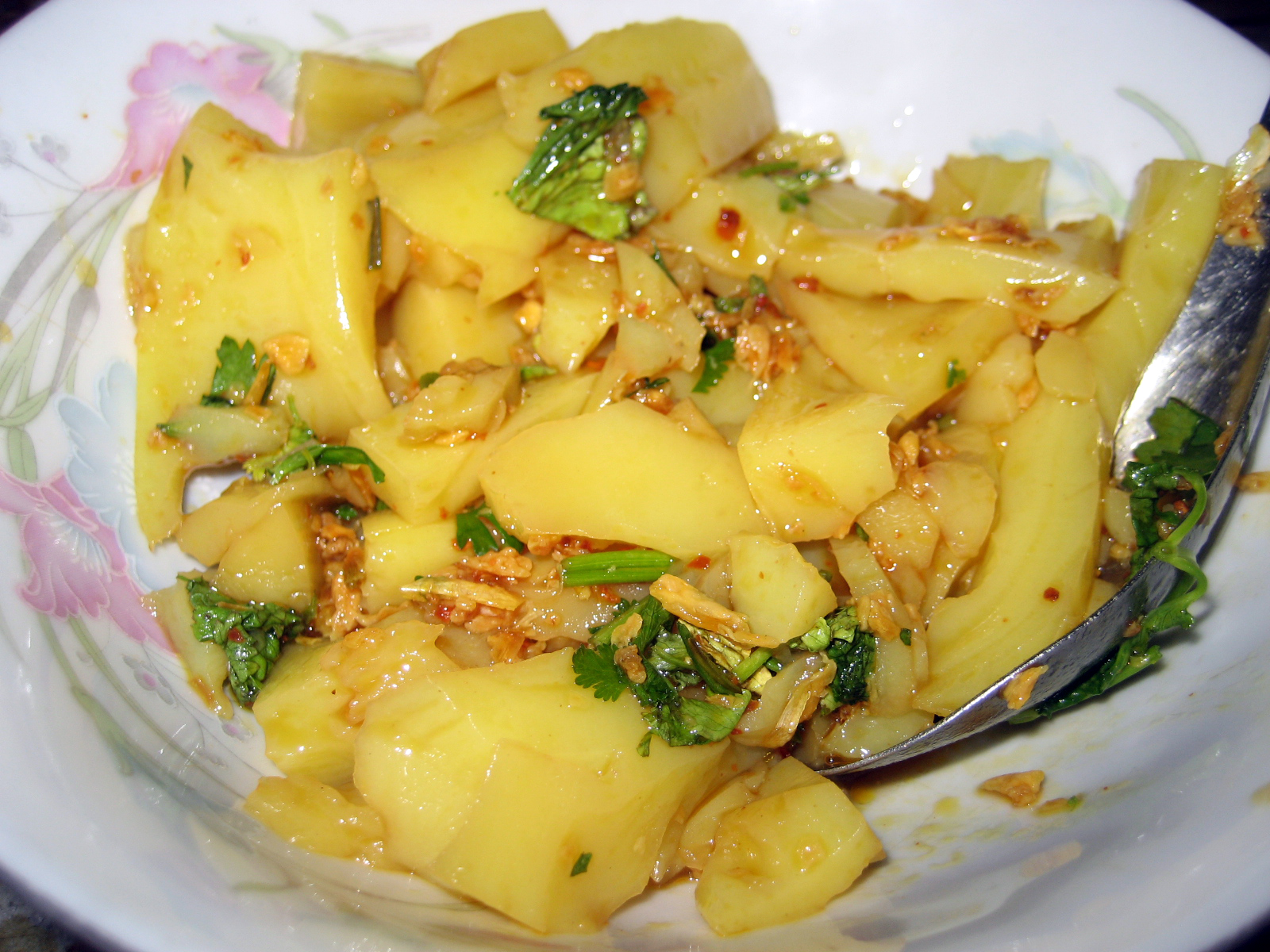
Thoke z tofu

Kuchnia birmańska – ogół tradycji kulinarnych Birmy, obejmuje zarówno kuchnię Birmańczyków, jak i wielu mniejszości etnicznych, zwłaszcza Szanów i Monów.
Podstawowym składnikiem jest ryż, roczne spożycie ryżu wynosi około 200 kg na głowę, co daje Birmie pierwsze miejsce na świecie. Dla porównania, przeciętny Polak konsumuje zaledwie 2 kilogramy ryżu rocznie.
Typowy posiłek składa się z ryżu, mięsnego curry, gotowanych lub surowych jarzyn oraz zupy. Wszystkie potrawy podawane są jednocześnie. Zupę spożywa się łyżką, całą resztę – prawą ręką. Bardzo popularne są także potrawy z makaronu, jedzone zwłaszcza na śniadanie. Istnieje również wiele potraw z ryb i owoców morza.

## Typowe potrawy birmańskie
- Mohinga
- Ngapi
- Lahpet
- Thoke(inne języki)